# Giải BAFTA lần thứ 4
Giải BAFTA lần thứ 4 được trao bởi Viện Hàn lâm Nghệ thuật Điện ảnh và Truyền hình Anh Quốc để tôn vinh những bộ phim xuất sắc nhất năm 1950.
All About Eve giành giải Phim hay nhất.

## Đoạt giải và đề cử
Tác phẩm đoạt giải được liệt kê trước và được in đậm; các đề cử được sắp theo thứ tự ABC và in thường.
| Phim Anh hay nhất | Phim hay nhất trong và ngoài Anh |
| --- | --- |
| - The Blue Lamp - Chance of a Lifetime - Morning Departure - Seven Days to Noon - State Secret - The Wooden Horse                                                        | - All About Eve (Hoa Kỳ) - La Beauté du diable (Ý, Pháp) - The Asphalt Jungle (Hoa Kỳ) - Intruder in the Dust (Hoa Kỳ) - The Men (Hoa Kỳ) - On the Town (Hoa Kỳ) - Orphee (Pháp) |
| Phim tài liệu hay nhất | Giải Đặc biệt cho phim |
| - The Undefeated - Inland Waterways - Kon-Tiki - Life Begins Tomorrow (La Vie Commence Demain) - The Mountain is Green (La Montage est Vert) - Seal Island - The Vatican | - The True Fact of Japan - This Modern Age - The Charms of Life (Les Charmes de L'existence) - The Magic Canvas - Medieval Castles - Muscle Beach - Scrapbook for 1933 - Sound   |
| United Nations Award | |
| - Intruder in the Dust - The Dividing Line - The Mountain is Green (La Montage est Vert)                                                                                 | |